# Miguel Ochando
Miguel Ochando (Granada, 1965 - 2025) fue un guitarrista flamenco español. En su faceta de acompañamiento al cante ha actuado junto a diferentes cantaores, entre ellos Enrique Morente, José Mercé, El Chocolate, Miguel Poveda y Carmen Linares, con quien realizó una gira por España y Francia en 1998. Ha acompañado también a grandes bailaores como Mario Maya y actuado con orquestas sinfónicas  como la Orquesta Ciudad de Granada. Como solista destacó por su interpretación de las obras de Ramón Montoya, Sabicas, El Niño Ricardo y Esteban de Sanlúcar, considerados como los pilares de la guitarra flamenca. Entre sus discípulos se encuentran guitarristas reconocidos, como Álvaro Martinete.

## Premios
- Segundo premio del Concurso Nacional de Guitarra Flamenca de Jerez de la Frontera de 1983.[5]
- Segundo premio del Concurso Nacional de Guitarra Flamenca de La Unión en el año 1983.[5]
- Segundo premio del Concurso Nacional de Guitarra Flamenca de La Unión en el año 1984.[5]
- Primer premio en el apartado de acompañamiento al cante del programa de TVE Gente Joven, en el año 1985.[5]

## Discografía
- La vida breve, de Manuel de Falla, con la Orquesta Ciudad de Granada.
- Memoria. Con la colaboración de Enrique Morente y Estrella Morente. Este disco está dedicado a la memoria de los guitarristas clásicos de la guitarra flamenca, entre ellos Ramón Montoya, Sabicas, El Niño Ricardo y Esteban de Sanlúcar.[2]